# Чемпионат СССР по самбо 1951
7-й Чемпионат СССР по самбо проходил в Таллине  с 20 по 23 сентября 1951 года. В соревнованиях участвовало 144 спортсмена от 8 союзных республик и городов Москвы и Ленинграда.

## Медалисты
| Весовая категория           | Золото                               | Серебро                            | Бронза                         |
| --------------------------- | ------------------------------------ | ---------------------------------- | ------------------------------ |
| Наилегчайший вес (до 56 кг) | Шалва Нозадзе (Грузинская ССР)       | Сергей Иванов (Ленинград)          | Ю. Бобиченко (Украинская ССР)  |
| Легчайший вес (до 60 кг)    | А. И. Скворцов (РСФСР)               | Вадим Беляйкин (Москва)            | Хорен Чибичьян (Москва)        |
| Полулёгкий вес (до 64 кг)   | Евгений Чумаков (Москва)             | Николай Кожанчиков (Москва)        | Сергей Солоид (Украинская ССР) |
| Лёгкий вес (до 68 кг)       | Анатолий Латышев (Москва)            | Вахтанг Балавадзе (Грузинская ССР) | Виктор Корнилов (Ленинград)    |
| Полусредний вес (до 72 кг)  | Эстате Каркусашвили (Грузинская ССР) | Илья Латышев (Москва)              | В. Морозов (Ленинград)         |
| Средний вес (до 79 кг)      | Михаил Рурак (Москва)                | Давид Чачанидзе (Грузинская ССР)   | Г. Бережной (Ленинград)        |
| Полутяжёлый вес (до 87 кг)  | Георгий Ростиашвили (Грузинская ССР) | Шота Даушвили (Грузинская ССР)     | Виктор Данилин (Ленинград)     |
| Тяжёлый вес (свыше 87 кг)   | Арсен Мекокишвили (Москва)           | Йоханнес Коткас (Эстонская ССР)    | Николай Братко (Москва)        |